# Подволујак
Подволујак је насељено мјесто у општини Завидовићи, Босна и Херцеговина.

## Становништво
|        | 2013.      | 1991.       | 1981.       | 1971.       |
| Укупно | 0 (0,000%) | 57 (100,0%) | 45 (100,0%) | 46 (100,0%) |
| Срби   | –          | 55 (96,49%) | 44 (97,78%) | 46 (100,0%) |
| Хрвати | –          | 2 (3,509%)  | –           | –           |
| Остали | –          | –           | 1 (2,222%)  | –           |